# Balamban
Balamban (Bayan ng Balamban) är en kommun i Filippinerna. Kommunen tillhör provinsen Cebu och ligger på ön med samma namn. Folkmängden uppgår till 59 922 invånare.

## Barangayer
Balamban är indelat i 28 barangayer.
| - Abucayan - Aliwanay - Arpili - Bayong - Biasong - Buanoy - Cabagdalan - Cabasiangan - Cambuhawe - Cansomoroy - Cantibas - Cantuod - Duangan - Gaas | - Ginatilan - Hingatmonan - Lamesa - Liki - Luca - Matun-og - Nangka - Pondol - Prenza - Singsing - Sunog - Vito - Baliwagan (Pob.) - Santa Cruz-Santo Niño (Pob.) |